# Mizuń Stary
Mizuń Stary (ukr. Старий Мізунь) – wieś na Ukrainie, w  obwodzie iwanofrankiwskim, w rejonie dolińskim.

## Urodzeni
- Gustaw Dobrucki
- Emil Jan Wehrstein.